# Luzula comosa
Luzula comosa är en tågväxtart som beskrevs av Ernst Meyer. Luzula comosa ingår i Frylesläktet som ingår i familjen tågväxter. Inga underarter finns listade i Catalogue of Life.